# ماريا فينتو كابتشي
ماريا فينتو كابتشي (بالإسبانية: María Vento-Kabchi) مواليد 24 مايو 1974 في كاراكاس، هي لاعبة كرة مضرب فنزويلية سابقة بدأت مسيرتها كمحترفة سنة 1994 وكانت تلعب باليد اليمنى، اعتزلت اللعب في 2006. أعلى تصنيف لها في الفردي كان المركز الـ 26 في سنة 2004. سبق أن شاركت في دورة الألعاب الأولمبية الصيفية.

## الميداليات
| الميدالية | المسابقة                    |
| --------- | --------------------------- |
| ذهبية     | دورة الألعاب الأمريكية 1999 |

## روابط خارجية
- ماريا فينتو كابتشي على موقع رابطة محترفات التنس (الإنجليزية)
- ماريا فينتو كابتشي على موقع الاتحاد الدولي لكرة المضرب (الإنجليزية)
- ماريا فينتو كابتشي على موقع كأس بيلي جين كينغ (الإنجليزية)
- ماريا فينتو كابتشي على موقع بطولة ويمبلدون (الإنجليزية)
- ماريا فينتو كابتشي على موقع خلاصة التنس.كوم (الإنجليزية)
- ماريا فينتو كابتشي على موقع اللجنة الأولمبية الدولية (الإنجليزية)
- ماريا فينتو كابتشي على موقع أوليمبيديا (الإنجليزية)